# Віллі Зайберт
Вільгельм Юліус Генріх «Віллі» Зайберт (Wilhelm Julius Heinrich «Willi» Seibert; 17 червня 1908, Ганновер — 30 березня 1976, Бремен) — штандартенфюрер СС, заступник командира айнзацгрупи D з травня 1941 по червень 1942 року. Айнзацгрупа D знищила протягом року 90 000 чоловік в Криму і на півдні України. У 1948 році був засуджений до смертної кари, але вирок не було виконано. Звільнений з-під варти в 1954 році.

## Біографія

### Освіта і кар'єра в РСХА
Народився 17 червня 1908 року. Вивчився на каменяра, був слухачем в Ганноверському університеті. У 1930—1932 роках навчався народному господарству в Геттінгенському університеті, отримав ступінь у галузі економіки. 27 квітня 1933 року вступив у НСДАП. У 1932—1935 роках служив у рейхсвері. Відвідував піхотну школу в Дебріці, отримав звання лейтенанта.
У листопаді 1935 року Зайберт вступив у СС в званні унтершарфюрера. Працював в III управлінні (економіка) СД в Берліні. У квітні 1939 року отримав звання гауптштурмфюрера. Був призначений виконуючим обов'язки начальника управління III D в Головному управлінні імперської безпеки. У серпні 1940 року офіційно зайняв цю посаду, отримав звання штурмбаннфюрера.

### Друга світова війна
У травні 1941 року в складі Айнзацгрупи D поліції безпеки і СД готувався до вторгнення в Радянський Союз в місті Преч. Айнзацгрупі були дані команди знищувати «єврейську інтелігенцію» Радянського Союзу. Можливо, були дані вказівки знищувати всіх євреїв призовного віку. За перші три місяці війни Айнзацгрупа D знищила десятки тисяч євреїв призовного віку, а також жінок, дітей і людей похилого віку. Також жертвами айнзацгрупи D ставали люди з психічними відхиленнями, цигани, військовополонені, мирне населення.
Отто Олендорф, командир айнзацгрупи D, призначив Віллі Зайберта своїм заступником. Зайберт займався тими ж функціями, що і в роки роботи в РСХА. Айнзацгрупа D була сформована трохи пізніше за інших. Вона була створена після того, як стало ясно, що Румунія буде брати участь у вторгненні в Радянський Союз. Згідно з планом, група повинна була слідувати до річки Дон разом з 11-ю армією, румунськими та угорськими силами на південь від лінії Чернівці — Ананьїв — Миколаїв — Мелітополь — Маріуполь — Таганрог — Ростов-на-Дону. Це означало, що в область дії Айнзацгрупи D потрапили Бессарабія, Крим, південна Україна. Після захоплення Кавказу Айнзацгрупа C повинна була взяти на себе всю Україну, а Айнзацгрупа D переводилася на Кавказ.
Як фактичний заступник Олендорфа, Зайберт здійснював доповідь в РСХА через радиста про поточний стан, в якому містилися точні цифри знищених євреїв, циган, комісарів та більшовицьких посадових осіб. При відсутності Олендорфа, Зайберт сам складав і підписував ці повідомлення. 16 квітня 1942 року Віллі Зайберт доповів про те, що Крим вільний від євреїв. Зайберт проводив інспекції айнзацгруп і зондеркоманд. Віллі Зайберт, за власними словами, особисто зробив не менше двох вбивств. У червні 1942 року Зайберт повернувся в Берлін в РСХА, де знову став заступником Олендорфа. Айнзацгрупа D за рік знищила 90 000 чоловік.

### Після війни
У 1945—1946 роках містився в британському таборі для інтернованих. У 1947—1948 роках був одним з обвинувачених на процесі у справі про айнзацгрупою. Його адвокатом був Герхард Кліннерт з асистентом Генріхом Клугом. На питання судді Майкла Мусманно вбили б ви своїх батьків за наказом начальства, Зайберт спочатку відмовився відповідати. Після перерви процесу на один день Зайберт відповів, що не зміг би так зробити, виконання такої команди нелюдяно. Ця заява помітно порушило оборонну стратегію «виконання наказу» підсудним. Суддя Мусманно пізніше прийняв позицію, що навіть німецький солдат не «раб в ланцюгах», а «особистість з власною думкою», для того, щоб усвідомити масштаби своїх дій.
У 1948 році засуджений до смерті, але в 1951 році верховний комісар Джон Макклой замінив його тюремним ув'язненням на 15 років. 14 травня 1954 року звільнений. Після звільнення з в'язниці Зайберт через деякий час залишив Ганновер, і в жовтні 1956 року поселився в Зік, невелике містечко недалеко від Бремена. Він був одружений і мав двох дітей. З питання про швидке помилування Зайберта, він був помічений в компанії 1800 бізнесменів, політиків і провідних посадових осіб ФРН. Дані були опубліковані в коричневій книзі НДР в 1965 році. Зайберт жив 20 років в Зіку, після чого помер в 1976 році в Бремені.

## Нагороди[2]
- Офіцер ордена Зірки Румунії (15 січня 1943)
- Хрест Воєнних заслуг 2-го класу з мечами